# Trưng Vương, thành phố Thái Nguyên
Trưng Vương là một phường trung tâm của thành phố Thái Nguyên, tỉnh Thái Nguyên, Việt Nam.
Phường là nơi đặt trụ sở UBND tỉnh cùng nhiều cơ quan hành chính khác của tỉnh và thành phố Thái Nguyên.

## Địa lý
Phường Trưng Vương nằm ở khu vực trung tâm thành phố Thái Nguyên, có vị trí địa lý:
- Phía đông giáp phường Túc Duyên
- Phía tây giáp phường Hoàng Văn Thụ
- Phía nam giáp phường Phan Đình Phùng
- Phía bắc giáp phường Đồng Bẩm.

Phường Trưng Vương có diện tích 1,06 km², dân số năm 1999 là 6.416 người, mật độ dân số đạt 6.053 người/km².

## Lịch sử
Ngày 6 tháng 3 năm 1981, phường Trưng Vương được thành lập.
Đến năm 2019, phường Trưng Vương được chia thành 23 tổ dân phố, đánh số từ 1 tới 23.
Ngày 11 tháng 12 năm 2019, sáp nhập tổ dân phố 2 vào tổ dân phố 1, sáp nhập ba tổ dân phố 3, 4, 23 thành tổ dân phố 2, sáp nhập hai tổ dân phố 5 và 6 thành tổ dân phố 3, sáp nhập hai tổ dân phố 7, 8 và một phần tổ dân phố 9 thành tổ dân phố 4, sáp nhập hai tổ dân phố 13, 14 và phần còn lại của tổ dân phố 9 thành tổ dân phố 5, sáp nhập hai tổ dân phố 10 và 11 thành tổ dân phố 6, sáp nhập hai tổ dân phố 12 và 15 thành tổ dân phố 7, sáp nhập hai tổ dân phố 16 và 17 thành tổ dân phố 8, sáp nhập hai tổ dân phố 19, 20 và một phần tổ dân phố 18 thành tổ dân phố 9, sáp nhập hai tổ dân phố 21, 22 và phần còn lại của tổ dân phố 18 thành tổ dân phố 10.

## Hành chính
Phường Trưng Vương được chia thành 10 tổ dân phố: 1, 2, 3, 4, 5, 6, 7, 8, 9, 10.

## Kinh tế
Phường Trưng Vương là nơi tập trung một số chợ đầu mối của thành phố như chợ Thái...
Trên địa bàn phường có nhiều con phố thương mại như: đường Cách mạng tháng Tám, Bến Oánh, Bến Tượng, phố Cột Cờ.